# César de melhor atriz secundária
O César de melhor atriz secundária (em francês: César de la meilleure actrice dans un second rôle) é um prémio cinematográfico atribuído anualmente desde 1976, pela academia dos Césares, à melhor atriz num papel secundário de um filme de produção francesa.
Algumas atrizes venceram esta categoria mais de uma vez:
- Três vezes: Dominique Blanc (1991, 1993, 1999)
- Duas vezes: Marie-France Pisier (1976, 1977), Nathalie Baye (1981, 1982), Suzanne Flon (1984, 1990), Valérie Lemercier (1994, 2007), Annie Girardot (1996, 2002), Julie Depardieu (2004, 2008) e Anne Alvaro (2001, 2011)

A atriz que mais vezes foi nomeada a este prémio é Dominique Blanc, obtendo no total 5 nomeações. Seguidas por:
- 4 nomeações: Noémie Lvovsky, Stéphane Audran, Dominique Lavanant, Karin Viard;
- 3 nomeações: Julie Depardieu, Valérie Lemercier, Danielle Darrieux, Agnès Jaoui, Line Renaud, Catherine Frot, Marie Trintignant;
- 2 nomeações: Isabelle Nanty, Ludivine Sagnier, Myriam Boyer,  Mylène Demongeot, Anne Consigny, Jeanne Balibar, Clémentine Célarié, Michèle Laroque, Nelly Borgeaud, Bernadette Lafont, Hélène Vincent, Nicole Garcia, Annie Girardot, Judith Godrèche, Suzanne Flon, Carmen Maura.

Em 2015, a atriz Kristen Stewart fez história ao ser a primeira atriz norte-americana indicada ao César em 30 anos. A atriz também foi consagrada levando o prêmio.

## Vencedores

### Década de 1970
| Ano  | Atriz               | Personagem         | Filme                            | Título Brasil                 | Título Portugal                 |
| ---- | ------------------- | ------------------ | -------------------------------- | ----------------------------- | ------------------------------- |
| 1976 | Marie-France Pisier | Karine             | Cousin, cousine                  |                               |                                 |
| 1976 | Isabelle Huppert    | Aloïse (jovem)     | Aloïse                           |                               |                                 |
| 1976 | Andréa Ferréol      | Sra. Licquois      | Les Galettes de Pont-Aven        |                               |                                 |
| 1976 | Christine Pascal    | Émilie             | Que la fête commence             |                               | Vamos a Isto que É Festa        |
| 1977 | Marie-France Pisier | Nelly              | Barocco                          |                               | Escândalo de Primeira Página    |
| 1977 | Brigitte Fossey     | Dominique Blanchot | Le Bon et les Méchants           |                               | O Bom e os Maus                 |
| 1977 | Francine Racette    | Julienne           | Lumière                          | No Coração, a Chama           | Lumière                         |
| 1977 | Anny Duperey        | Charlotte          | Un éléphant ça trompe énormément |                               | As Belas Mulheres dos Outros    |
| 1978 | Marie Dubois        | Dominique Montlaur | La Menace                        |                               |                                 |
| 1978 | Florence Giorgetti  | Marylène Torrent   | La Dentellière                   |                               | Uma Rapariga Frágil             |
| 1978 | Nelly Borgeaud      | Delphine Grezel    | L'homme qui aimait les femmes    | O Homem que Amava as Mulheres | O Homem que Gostava de Mulheres |
| 1978 | Genevieve Fontanel  | Hélène             | L'homme qui aimait les femmes    | O Homem que Amava as Mulheres | O Homem que Gostava de Mulheres |
| 1978 | Valérie Mairesse    | Esther             | Repérages                        |                               | Um Homem e Três Mulheres        |
| 1979 | Stéphane Audran     | Germaine Nozière   | Violette Nozière                 | Violette                      | Violette Nozière                |
| 1979 | Nelly Borgeaud      | Hilda Courtois     | Le Sucre                         |                               |                                 |
| 1979 | Arlette Bonnard     | Gabrielle          | Une histoire simple              |                               | Uma História Simples            |
| 1979 | Eva Darlan          | Anna               | Une histoire simple              |                               | Uma História Simples            |

### Década de 1980
| Ano  | Atriz              | Personagem                 | Filme                                | Título Brasil                   | Título Portugal                          |
| ---- | ------------------ | -------------------------- | ------------------------------------ | ------------------------------- | ---------------------------------------- |
| 1980 | Nicole Garcia      | Marie-France               | Le Cavaleur                          |                                 | O Sedutor                                |
| 1980 | Dominique Lavanant | Mathilda                   | Courage fuyons                       |                                 | Coragem, Fujamos                         |
| 1980 | Maria Schneider    | Maloup                     | La Dérobade                          |                                 | Crónica da Mais Velha Profissão do Mundo |
| 1980 | Myriam Boyer       | Jeanne                     | Série noire                          |                                 | Série Negra                              |
| 1981 | Nathalie Baye      | Denise Rimbaud             | Sauve qui peut (la vie)              |                                 | Salve-se Quem Puder                      |
| 1981 | Delphine Seyrig    | Yvette                     | Chère inconnue                       |                                 |                                          |
| 1981 | Andréa Ferréol     | Arlette Guillaume          | Le Dernier Métro                     | O Último Metrô                  | O Último Metro                           |
| 1981 | Claire Maurier     | Madeleine                  | Un mauvais fils                      | Um Mau Filho                    | Um Mau Filho                             |
| 1982 | Nathalie Baye      | Nina Coline                | Une étrange affaire                  |                                 |                                          |
| 1982 | Stéphane Audran    | Huguette Cordier           | Coup de torchon                      |                                 | Justiceiro por Conta Própria             |
| 1982 | Sabine Haudepin    | Elise Tisserand            | Hôtel des Amériques                  |                                 | O Segredo do Amor                        |
| 1982 | Veronique Silver   | Madame Jouve               | La Femme d'à côté                    |                                 | A Mulher do Lado                         |
| 1983 | Fanny Cottençon    | Sylvie Baron               | L'Étoile du Nord                     |                                 |                                          |
| 1983 | Denise Grey        | Poupette                   | La Boum 2                            |                                 | La Boum 2 - Depois da Festa              |
| 1983 | Stéphane Audran    | Edith                      | Paradis pour tous                    |                                 |                                          |
| 1983 | Danielle Darrieux  | Margot Langlois            | Une chambre en ville                 |                                 |                                          |
| 1984 | Suzanne Flon       | Cognata                    | L'Été meurtrier                      |                                 | O Verão Assassino                        |
| 1984 | Victoria Abril     | Bella                      | La lune dans le caniveau             |                                 | A Lua na Valeta                          |
| 1984 | Sabine Azéma       | Elisabeth Rousseau         | La vie est un roman                  | A Vida É um Romance             | A Vida É um Romance                      |
| 1984 | Stéphane Audran    | Germaine                   | Mortelle Randonnée                   | Ronda Mortal                    |                                          |
| 1984 | Agnès Soral        | Lola                       | Tchao Pantin                         |                                 |                                          |
| 1985 | Caroline Cellier   | Claude                     | L'Année des méduses                  | O Ano das Medusas               |                                          |
| 1985 | Elizabeth Bourgine | Laura                      | La Septième Cible                    |                                 |                                          |
| 1985 | Maruschka Detmers  | Carole                     | La Pirate                            | A Pirata                        | A Pirata                                 |
| 1985 | Victoria Abril     | Patty                      | L'Addition                           |                                 | Estranha Paixão                          |
| 1985 | Carole Bouquet     | Babée Senanques            | Rive droite, rive gauche             | Margem Direita, Margem Esquerda | Margem Direita, Margem Esquerda          |
| 1986 | Bernadette Lafont  | Léone                      | L'Effrontée                          |                                 |                                          |
| 1986 | Catherine Frot     | Béatrice                   | Escalier C                           |                                 |                                          |
| 1986 | Anémone            | Edwige Ledieu              | Péril en la demeure                  | Perigo no Coração               |                                          |
| 1986 | Macha Méril        | Madame Landier             | Sans toit ni loi                     | Os Renegados                    | Sem Eira Nem Beira                       |
| 1986 | Dominique Lavanant | Sra. Rapons                | Trois hommes et un couffin           | 3 Homens e um Bebê              | Três Homens e Um Berço                   |
| 1987 | Emmanuelle Béart   | Manon                      | Manon des sources                    | A Vingança de Manon             | Manon das Nascentes                      |
| 1987 | Clémentine Célarié | Annie                      | 37°2 le matin                        | Betty Blue                      | Betty Blue 37º2 de Manhã                 |
| 1987 | Marie Dubois       | Lucette                    | Descente aux enfers                  |                                 |                                          |
| 1987 | Danielle Darrieux  | A avó                      | Le Lieu du crime                     |                                 | O Local do Crime                         |
| 1987 | Jeanne Moreau      | A dona do bordel           | Le Paltoquet                         |                                 |                                          |
| 1988 | Dominique Lavanant | Catherine "Karen" Dariller | Agent trouble                        |                                 |                                          |
| 1988 | Anna Karina        | Lola                       | Cayenne Palace                       |                                 |                                          |
| 1988 | Marie Laforêt      | Lotte                      | Fucking Fernand                      |                                 |                                          |
| 1988 | Sylvie Joly        | Sra. Fox Terrier           | Le Miraculé                          | Ladrão de Milagres              |                                          |
| 1988 | Bernadette Lafont  | Patricia Marquet           | Masques                              |                                 |                                          |
| 1989 | Hélène Vincent     | Marielle Le Quesnoy        | La vie est un long fleuve tranquille | A Vida É um Longo Rio Tranqüilo | A Vida É um Longo Rio Tranquilo          |
| 1989 | Maria Casarès      | A viúva do general         | La Lectrice                          | Uma Leitora Bem Particular      | A Leitora                                |
| 1989 | Dominique Lavanant | Irène Fonfrin              | Quelques jours avec moi              |                                 | Alguns Dias Comigo                       |
| 1989 | Françoise Fabian   | Marei-Hélène               | Trois places pour le 26              |                                 |                                          |
| 1989 | Marie Trintignant  | Lucie                      | Une affaire de femmes                | Um Assunto de Mulheres          | Uma Questão de Mulheres                  |

### Década de 1990
| Ano  | Atriz                  | Personagem                                             | Filme                                         | Título Brasil                                | Título Portugal                              |
| ---- | ---------------------- | ------------------------------------------------------ | --------------------------------------------- | -------------------------------------------- | -------------------------------------------- |
| 1990 | Suzanne Flon           | Louise Muselier                                        | La Vouivre                                    |                                              |                                              |
| 1990 | Sabine Haudepin        | Jeanne                                                 | Force majeure                                 |                                              |                                              |
| 1990 | Micheline Presle       | Isabelle Gauthier                                      | I Want to Go Home                             |                                              | Quero Ir para Casa                           |
| 1990 | Ludmila Mikaël         | Catherine Hainaut                                      | Noce blanche                                  | Boda Branca                                  |                                              |
| 1990 | Clémentine Célarié     | A francesa em Goa                                      | Nocturne indien                               | Noturno Indiano                              | Nocturno Indiano                             |
| 1991 | Dominique Blanc        | Claire                                                 | Milou en mai                                  | Loucuras de uma Primavera                    | Os Malucos de Maio                           |
| 1991 | Odette Laure           | Miche                                                  | Daddy nostalgie                               |                                              |                                              |
| 1991 | Thérèse Liotard        | A tia Rose                                             | La Gloire de mon père e Le Château de ma mère | A Glória de Meu Pai e O Castelo de Minha Mãe | A Glória de Meu Pai e O Castelo de Minha Mãe |
| 1991 | Catherine Jacob        | Catherine Billard                                      | Tatie Danielle                                | Tia Danielle - Perversa e Perigosa           | O Estafermo da Titi                          |
| 1991 | Daniele Lebrun         | Sra. Archambaud                                        | Uranus                                        |                                              |                                              |
| 1992 | Anne Brochet           | Madeleine                                              | Tous les matins du monde                      | Todas as Manhãs do Mundo                     | Todas as Manhãs do Mundo                     |
| 1992 | Hélène Vincent         | Evelyne                                                | J'embrasse pas                                |                                              | Não Dou Beijos                               |
| 1992 | Jane Birkin            | Liz                                                    | La Belle Noiseuse                             | A Bela Intrigante                            | A Bela Impertinente                          |
| 1992 | Catherine Jacob        | Evangeline Pelleveau                                   | Merci la vie                                  | Obrigado à Vida                              | Que Raio de Vida!                            |
| 1992 | Valérie Lemercier      | Marie-Laurence Granianski                              | L'Opération Corned-Beef                       | O Agente Secreto                             |                                              |
| 1993 | Dominique Blanc        | Yvette                                                 | Indochine                                     | Indochina                                    | Indochina                                    |
| 1993 | Michèle Laroque        | Martine                                                | La Crise                                      | A Crise                                      | A Crise                                      |
| 1993 | Maria Pacôme           | A mãe do Victor                                        | La Crise                                      | A Crise                                      | A Crise                                      |
| 1993 | Zabou Breitman         | Isabelle                                               | La Crise                                      | A Crise                                      | A Crise                                      |
| 1993 | Brigitte Catillon      | Régine                                                 | Un cœur en hiver                              | Um Coração no Inverno                        | Um Coração no Inverno                        |
| 1994 | Valérie Lemercier      | Frénégonde de Pouille / Béatrice Goulard de Montmirail | Les Visiteurs                                 | Os Visitantes                                | Os Visitantes                                |
| 1994 | Judith Henry           | Catherine Maheu                                        | Germinal                                      |                                              | Germinal                                     |
| 1994 | Marie Trintignant      | Lucie                                                  | Les Marmottes                                 |                                              |                                              |
| 1994 | Marthe Villalonga      | Berthe                                                 | Ma saison préférée                            | Minha Estação Preferida                      | A Minha Estação Preferida                    |
| 1994 | Myriam Boyer           | Daniela Laspada                                        | Un, deux, trois, soleil                       |                                              |                                              |
| 1995 | Virna Lisi             | Catherine de Médicis                                   | La Reine Margot                               | A Rainha Margot                              | A Rainha Margot                              |
| 1995 | Line Renaud            | Ninon                                                  | J'ai pas sommeil                              | Noites Sem Dormir                            |                                              |
| 1995 | Dominique Blanc        | Henriette de Nevers                                    | La Reine Margot                               | A Rainha Margot                              | A Rainha Margot                              |
| 1995 | Michèle Moretti        | Sra. Alvarez                                           | Les Roseaux sauvages                          | Rosas Selvagens                              | Os Juncos Silvestres                         |
| 1995 | Catherine Jacob        | Dominique                                              | Neuf mois                                     |                                              |                                              |
| 1996 | Annie Girardot         | Sra. Thénardier                                        | Les Misérables                                | Os Miseráveis                                | Os Miseráveis                                |
| 1996 | Clotilde Courau        | Solange                                                | Élisa                                         | Elisa - Em Sua Honra                         |                                              |
| 1996 | Jacqueline Bisset      | Catherine                                              | La Cérémonie                                  | Mulheres Diabólicas                          | A Cerimónia                                  |
| 1996 | Carmen Maura           | Dolores Thivart                                        | Le bonheur est dans le pré                    | Enganar é Viver                              |                                              |
| 1996 | Claire Nadeau          | Jacqueline                                             | Nelly et Monsieur Arnaud                      | Minha Secretária                             |                                              |
| 1997 | Catherine Frot         | Yolande Ménard                                         | Un air de famille                             | Odeio te Amar                                |                                              |
| 1997 | Valeria Bruni Tedeschi | Sanguine                                               | Mon homme                                     |                                              | O Meu Homem                                  |
| 1997 | Michèle Laroque        | Marie Hagutte                                          | Pédale douce                                  | Loucas Noites de Batom                       |                                              |
| 1997 | Agnès Jaoui            | Betty Ménard                                           | Un air de famille                             | Odeio te Amar                                |                                              |
| 1997 | Sandrine Kiberlain     | Yvette                                                 | Un héros très discret                         | Um Herói Muito Discreto                      | Um Herói Muito Discreto                      |
| 1998 | Agnès Jaoui            | Camille                                                | On connaît la chanson                         | Amores Parisienses                           | É Sempre a Mesma Cantiga                     |
| 1998 | Marie Trintignant      | Juge Lambert                                           | Le Cousin                                     | O Primo                                      |                                              |
| 1998 | Karin Viard            | Coralie                                                | Les Randonneurs                               |                                              |                                              |
| 1998 | Pascale Roberts        | Caroline                                               | Marius et Jeannette                           | Marius e Jeannette                           | Marius e Jeannette                           |
| 1998 | Mathilde Seigner       | Marilyn                                                | Nettoyage à sec                               |                                              |                                              |
| 1999 | Dominique Blanc        | Catherine                                              | Ceux qui m'aiment prendront le train          | Os que Me Amam Tomarão o Trem                | Quem Me Amar Irá de Comboio                  |
| 1999 | Anémone                | Adèle de Toulouse-Lautrec                              | Lautrec                                       |                                              |                                              |
| 1999 | Catherine Frot         | Marlène Sasseur                                        | Le Dîner de cons                              |                                              | O Jantar de Palermas                         |
| 1999 | Arielle Dombasle       | Sophie                                                 | L'Ennui                                       |                                              |                                              |
| 1999 | Emmanuelle Seigner     | Nathalie                                               | Place Vendôme                                 |                                              |                                              |

### Década de 2000
| Ano  | Atriz                | Personagem         | Filme                               | Título Brasil                        | Título Portugal               |
| ---- | -------------------- | ------------------ | ----------------------------------- | ------------------------------------ | ----------------------------- |
| 2000 | Charlotte Gainsbourg | Mila Roman         | La Bûche                            | Três Irmãs                           |                               |
| 2000 | Line Renaud          | Nicou              | Belle-maman                         |                                      |                               |
| 2000 | Catherine Mouchet    | Lucie              | Ma petite entreprise                |                                      |                               |
| 2000 | Mathilde Seigner     | Samantha           | Vénus beauté (institut)             | Instituto de Beleza Vênus            |                               |
| 2000 | Bulle Ogier          | Sra. Ogier         | Vénus beauté (institut)             | Instituto de Beleza Vênus            |                               |
| 2001 | Anne Alvaro          | Clara Devaux       | Le Goût des autres                  | O Gosto dos Outros                   | O Gosto dos Outros            |
| 2001 | Jeanne Balibar       | Elisabeth          | Ça ira mieux demain                 |                                      |                               |
| 2001 | Mathilde Seigner     | Claire             | Harry, un ami qui vous veut du bien |                                      | Harry, um Amigo ao Seu Dispor |
| 2001 | Agnès Jaoui          | Manie              | Le Goût des autres                  | O Gosto dos Outros                   | O Gosto dos Outros            |
| 2001 | Florence Thomassin   | Béatrice           | Une affaire de goût                 | Uma Questão de Gosto                 |                               |
| 2002 | Annie Girardot       | A mãe da Erika     | La Pianiste                         | A Professora de Piano                | A Pianista                    |
| 2002 | Nicole Garcia        | Margot Fisher      | Betty Fisher et autres histoires    | Betty Fisher e Outras Histórias      | Betty Fisher                  |
| 2002 | Line Renaud          | A vovó             | Chaos                               | Caos                                 |                               |
| 2002 | Isabelle Nanty       | Georgette          | Le Fabuleux Destin d'Amélie Poulain | O Fabuloso Destino de Amélie Poulain | O Fabuloso Destino de Amélie  |
| 2002 | Noémie Lvovsky       | Nathalie           | Ma femme est une actrice            |                                      | A Minha Mulher é Actriz       |
| 2003 | Karin Viard          | Véronique          | Embrassez qui vous voudrez          | Beije Quem Você Quiser               | Amor Sem Tréguas              |
| 2003 | Danielle Darrieux    | Mamy               | Huit Femmes                         | 8 Mulheres                           | 8 Mulheres                    |
| 2003 | Dominique Blanc      | Edith              | C'est le bouquet!                   | O Buquê                              |                               |
| 2003 | Emmanuelle Devos     | Marianne           | L'Adversaire                        | O Adversário                         | O Adversário                  |
| 2003 | Judith Godrèche      | Anne-Sophie        | L'Auberge espagnole                 | O Albergue Espanhol                  | A Residência Espanhola        |
| 2004 | Julie Depardieu      | Jeanne-Marie       | La Petite Lili                      |                                      | A Pequena Lili                |
| 2004 | Judith Godrèche      | Estelle            | France Boutique                     |                                      |                               |
| 2004 | Géraldine Pailhas    | Helena             | Le Coût de la vie                   |                                      |                               |
| 2004 | Isabelle Nanty       | Arlette Poumaillac | Pas sur la bouche                   | Na Boca, Não                         | Nos Lábios Não                |
| 2004 | Ludivine Sagnier     | Julie              | Swimming Pool                       | Swimming Pool - À Beira da Piscina   | Swimming Pool                 |
| 2005 | Marion Cotillard     | Tina Lombardi      | Un long dimanche de fiançailles     | Amor Eterno                          | Um Longo Domingo de Noivado   |
| 2005 | Mylène Demongeot     | Manou Berliner     | 36 quai des orfèvres                | 36                                   | 36 Anti-Corrupção             |
| 2005 | Ariane Ascaride      | Sra. Mélikian      | Brodeuses                           |                                      | Bordadeiras                   |
| 2005 | Emilie Dequenne      | Brigitte           | L'Équipier                          |                                      |                               |
| 2005 | Julie Depardieu      | Véro               | Podium                              |                                      | Podium                        |
| 2006 | Cécile de France     | Isabelle           | Les Poupées russes                  | Bonecas Russas                       | As Bonecas Russas             |
| 2006 | Noémie Lvovsky       | Juliette           | Backstage                           |                                      | Backstage - Paixão Delirante  |
| 2006 | Charlotte Rampling   | Alice Pollock      | Lemming                             |                                      |                               |
| 2006 | Kelly Reilly         | Wendy              | Les Poupées russes                  | Bonecas Russas                       | As Bonecas Russas             |
| 2006 | Catherine Deneuve    | Eugénia            | Palais Royal!                       |                                      | Dondoca à Força!              |
| 2007 | Valérie Lemercier    | Catherine Versen   | Fauteuils d'orchestre               | Um Lugar na Platéia                  | O Lugar Ideal                 |
| 2007 | Danièle Graule       | Claudie            | Fauteuils d'orchestre               | Um Lugar na Platéia                  | O Lugar Ideal                 |
| 2007 | Mylène Demongeot     | Katia              | La Californie                       |                                      | O Jogo do Desejo              |
| 2007 | Bernadette Lafont    | Geneviève Costa    | Prête-moi ta main                   | A Noiva Perfeita                     | Como Casar e Ficar Solteiro   |
| 2007 | Christine Citti      | Michèle            | Quand j'étais chanteur              | Quando Estou Amando                  | Quando Eu Era Cantor          |
| 2008 | Julie Depardieu      | Louise             | Un secret                           | Um Segredo de Família                |                               |
| 2008 | Noémie Lvovsky       | Nathalie           | Actrices                            | Atrizes                              | Actrizes                      |
| 2008 | Bulle Ogier          | Geneviève          | Faut que ça danse!                  |                                      |                               |
| 2008 | Sylvie Testud        | Mômone             | La Môme                             | Piaf - Um Hino ao Amor               | La Vie en Rose                |
| 2008 | Ludivine Sagnier     | Hannah             | Un secret                           | Um Segredo de Família                |                               |
| 2009 | Elsa Zylberstein     | Léa                | Il y a longtemps que je t'aime      | Há Tanto Tempo Que Te Amo            |                               |
| 2009 | Jeanne Balibar       | Peggy Roche        | Sagan                               |                                      |                               |
| 2009 | Anne Consigny        | Elizabeth          | Un conte de Noël                    | Um Conto de Natal                    | Um Conto de Natal             |
| 2009 | Édith Scob           | Hélène Berthier    | L'Heure d'été                       | Horas de Verão                       | Tempos de Verão               |
| 2009 | Karin Viard          | A padeira          | Paris                               | Paris                                | Paris                         |

### Década de 2010
| Ano                    | Atriz                 | Personagem                | Filme                                       | Título Brasil                                  | Título Portugal                    |
| ---------------------- | --------------------- | ------------------------- | ------------------------------------------- | ---------------------------------------------- | ---------------------------------- |
| 2010                   | Emmanuelle Devos      | Stéphane                  | À l'origine                                 |                                                |                                    |
| 2010                   | Aure Atika            | Véronique Chambon         | Mademoiselle Chambon                        | Mademoiselle Chambon                           |                                    |
| 2010                   | Anne Consigny         | Françoise Graff           | Rapt                                        | O Sequestro de um Herói                        |                                    |
| 2010                   | Audrey Dana           | Marion                    | Welcome                                     | Bem-vindo                                      | Welcome - Bem-vindo                |
| 2010                   | Noémie Lvovsky        | A mãe de Hervé            | Les Beaux Gosses                            |                                                | Uns Belos Rapazes                  |
| 2011                   | Anne Alvaro           | Louisa                    | Le Bruit des glaçons                        |                                                |                                    |
| 2011                   | Laetitia Casta        | Brigitte Bardot           | Gainsbourg, vie héroïque                    | Gainsbourg - O Homem que Amava as Mulheres     | Gainsbourg - Vida Heróica          |
| 2011                   | Valérie Bonneton      | Véronique Cantara         | Les Petits Mouchoirs                        |                                                | Pequenas Mentiras entre Amigos     |
| 2011                   | Julie Ferrier         | Mélanie                   | L'Arnacœur                                  | Como Arrasar um Coração                        | O Quebra Corações                  |
| 2011                   | Karine Viard          | Nadège Dumoulin           | Potiche                                     | Potiche - Esposa Troféu                        | Potiche - Minha Rica Mulherzinha   |
| 2012                   | Carmen Maura          | Concepción Ramírez        | Les Femmes du 6e étage                      | As Mulheres do 6º Andar                        | Os Encantos do 6º Andar            |
| 2012                   | Zabou Breitman        | Pauline                   | L'Exercice de l'État                        |                                                |                                    |
| 2012                   | Anne Le Ny            | Yvonne                    | Intouchables                                | Intocáveis                                     | Amigos Improváveis                 |
| 2012                   | Noémie Lvovsky        | Marie-France              | L'Apollonide (Souvenirs de la maison close) | L'Apollonide - Os Amores da Casa de Tolerância | Apollonide - Memórias de Um Bordel |
| 2012                   | Karole Rocher         | Chrys                     | Polisse                                     | Políssia                                       | Polissia                           |
| 2013                   | Valérie Benguigui     | Élisabeth                 | Le Prénom                                   | Qual É o Nome do Bebê                          | O Nome da Discórdia                |
| 2013                   | Judith Chemla         | Josépha                   | Camille redouble                            |                                                |                                    |
| 2013                   | Isabelle Huppert      | Éva                       | Amour                                       | Amor                                           | Amor                               |
| 2013                   | Yolande Moreau        | mãe de Camille            | Camille redouble                            |                                                |                                    |
| 2013                   | Edith Scob            | Céline                    | Holy Motors                                 |                                                | Holy Motors                        |
| 2014                   | Adèle Haenel          | Marie                     | Suzanne                                     |                                                |                                    |
| 2014                   | Marisa Borini         | a mãe                     | Un château en Italie                        | Um Castelo na Itália                           | Um Castelo em Itália               |
| 2014                   | Françoise Fabian      | Babou                     | Les Garçons et Guillaume, à table!          |                                                |                                    |
| 2014                   | Julie Gayet           | Valérie Dumontheil        | Quai d'Orsay                                |                                                | Palácio das Necessidades           |
| 2014                   | Géraldine Pailhas     | Sylvie                    | Jeune et Jolie                              | Jovem e Bela                                   | Jovem e Bela                       |
| 2015                   | Kristen Stewart       |                           | Clouds of Sils Maria                        | Acima das Nuvens                               |                                    |
| 2015                   | Marianne Denicourt    |                           | Hippocrate                                  |                                                |                                    |
| 2015                   | Claude Gensac         |                           | Lulu femme nue                              | Lulu, Nua e Crua                               |                                    |
| 2015                   | Izïa Higelin          |                           | Samba                                       |                                                |                                    |
| 2015                   | Charlotte Le Bon      |                           | Yves Saint Laurent                          |                                                |                                    |
| 2016                   |                       |                           |                                             |                                                |                                    |
| Sidse Babett Knudsen   |                       | L'Hermine                 |                                             |                                                |                                    |
| Sara Forestier         |                       | La Tête haute             |                                             |                                                |                                    |
| Agnès Jaoui            |                       | Comme un avion            |                                             |                                                |                                    |
| Noémie Lvovsky         |                       | La Belle Saison           |                                             |                                                |                                    |
| Karin Viard            |                       | 21 nuits avec Pattie      |                                             |                                                |                                    |
| 2017                   |                       |                           |                                             |                                                |                                    |
| Déborah Lukumuena      | Maimouna              | Divines                   |                                             |                                                |                                    |
| Nathalie Baye          | Martine               | Juste la fin du monde     |                                             |                                                |                                    |
| Valeria Bruni Tedeschi | Isabelle Van Peteghem | Ma Loute                  |                                             |                                                |                                    |
| Anne Consigny          | Anna                  | Elle                      |                                             |                                                |                                    |
| Mélanie Thierry        | Gabrielle             | La Danseuse               |                                             |                                                |                                    |
| 2018                   |                       |                           |                                             |                                                |                                    |
| Sara Giraudeau         | Pascale               | Petit Paysan              |                                             |                                                |                                    |
| Laure Calamy           | Maud                  | Ava                       |                                             |                                                |                                    |
| Anaïs Demoustier       | Bérangère             | La Villa                  |                                             |                                                |                                    |
| Adèle Haenel           | Sophie                | 120 Battements par minute |                                             |                                                |                                    |
| Mélanie Thierry        | Pauline               | Au revoir là-haut         |                                             |                                                |                                    |